# Voyage à cap de 270 degrés
Voyage à cap de 270 degrés ( persan : سفر به گرای 270 درجه    ) est un roman primé d'Ahmad Dehqan . Le roman se déroule pendant la guerre Iran-Irak et se concentre sur les expériences d'un lycéen qui participe à plusieurs opérations nommées Naser. Plus de 15 000 exemplaires ont été publiés en Iran. 
En 1996, le livre a reçu le prix du meilleur roman dans la catégorie War-Themed. En 2006, le livre a été traduit du persan vers l' anglais par le professeur Rutgers Paul Sprachman et publié par Mazda Publishers. Le roman est disponible à la Bibliothèque du Congrès . Le livre est utilisé comme matériel de lecture dans le cours "Introduction à la littérature du Moyen-Orient moderne" disponible chez Rutgers,. 

## Éditeur
La première édition a été publiée par Sarir Publication Company en 1996. Il a été réimprimé par la suite. En 2005, Soreie Mehr Publication Company a publié la deuxième édition. En 2006, Mazda Publishers a imprimé une édition de poche aux États-Unis ,. 

## Synopsis
Journey to Heading 270 Degrees est un roman sur la guerre Iran-Irak. Il raconte l'histoire de Naser, un vétéran de plusieurs batailles, alors qu'il était au lycée. Incapable de résister à la pression de rejoindre l'armée, il retourne sur le front de guerre pour se retrouver au milieu de l'un des affrontements les plus décisifs de la guerre. Les Irakiens attaquent des positions fortifiées iraniennes dans des chars tandis que l'unité de Naser les repousse à pied. Pendant la bataille, Naser perd plusieurs camarades mais acquiert une compréhension de la futilité du conflit. 

## Auteur
Ahmad Dehqan est né dans la province de Karaj en 1966. Il était soldat dans la guerre Iran-Irak. Il a obtenu un diplôme en génie électrique en 2007, puis a étudié les sciences de la communication et obtenu un baccalauréat. Il a poursuivi une maîtrise en anthropologie, qui était son domaine d'études préféré. 
Dehgan travaille en tant qu'expert littéraire au Bureau de la littérature et de l'art de la résistance au Center for Literary Creations à Howzeh Honari . Il a écrit plusieurs recueils d'histoires et de romans, dont Untold about The Iran-Iraq War, A Division with four Persons Liberation of Khorramshahr, The Stars of Shalamcheh, The Last Days, The Mission Complete, I am the Murderer of your fils, Invasion and Dashtban . De nombreux livres de Dehqan ont été publiés par Soreie Mehr Publication Company et traduits dans diverses autres langues. 

## Prix
Après la première publication de Journey to Heading 270 Degrees, Dehqan a reçu des prix dont le 20 Years Literature Story Award, 20 Years Literature Resistance Award et la première place du 4e prix Sacred Defense Book of The Year en Iran. 

## Voir également
- Échecs avec la machine Doomsday
- Guerre d'une femme: Da (mère)
- Parfum éternel
- Noureddin, fils d'Iran
- Ce que cet orphelin a vu
- Le bus de nuit
- La fortune racontée dans le sang
- Borunsi
- 23 Personnes
- Baba Nazar (livre)